# Kulin Ferenc
Kulin Ferenc Miklós (Pomáz, 1943. október 27. –) Széchenyi- és József Attila-díjas magyar kritikus, irodalomtörténész, színműíró, szerkesztő, publicista, egyetemi tanár, országgyűlési képviselő. Kulin Sándor (1930) belgyógyász, orvos öccse, Kulin György csillagász unokaöccse. A rendszerváltás időszakában a Mozgó Világ című folyóirat főszerkesztőjeként vált ismertté. 1990–1998 között országgyűlési képviselő volt.

## Életpályája
Szülei: Kulin Vilmos Sándor (1899–1970) tisztviselő és Zsíri Szabó Ilona (1907–1991) voltak. Az általános iskolát Szentistvántelepen és Budakalászon végezte el. 1961-ben érettségizett a Könyves Kálmán Gimnáziumban. 1963–1968 között az ELTE BTK magyar–orosz szakos hallgatója, 1968–1970 között a pásztói Mikszáth Kálmán Gimnázium tanára volt. 1970-ben doktorált. 1970–2007 között az ELTE BTK irodalomtörténeti tanszékének főállású, majd 1989-től szerződéses oktatója volt. 1999-től a Károli Gáspár Református Egyetem Bölcsészettudományi Karának újkori magyar irodalom tanszékvezető docense, 2005–2008 között dékánja volt. 2009-ben habilitált.
1970–1972 között az Irodalomtörténet című lap segédszerkesztője, 1972–1975 között a Jelenlét című diáklap felelős szerkesztője volt. 1974–1983 között a Mozgó Világ főszerkesztő-helyettese és rovatvezetője, 1981–1983 között főszerkesztője volt. 1989–90-ben a Magyar Napló főszerkesztőjeként dolgozott. 2000–2002 között a Köztársasági Elnöki Hivatal társadalom-politikai főosztályvezető volt. 2002 óta a Kölcsey Intézet igazgatója.
1970–1988 között a Magyar Szocialista Munkáspárt tagja volt. Ezután csatlakozott a Magyar Demokrata Fórumhoz, amelynek 1989–90-ben, 1993–94-ben és 1994–1996 között az elnökségi tagja volt. 1989–1991, 1993–1994, 1994–1996 között az MDF alelnöke volt. 1990–1993 között a kulturális, oktatási, tudományos, sport-, tv- és sajtóbizottság elnöke, 1993–94-ben tagja volt. 1990–1998 között országgyűlési képviselő volt (1990–1994: Pest megye, 1994–1996: MDF, 1996–1998: MDNP) 1996–2005 között a Magyar Demokrata Néppárt tagja, 1998–99-ben elnökségi tagja, 2000-ben alelnöke volt. 1996 óta a Magyar Polgári Együttműködési Egyesület elnökségi tagja.

### Magánélete
1971-ben házasságot kötött Szabó Katalinnal (1952–2023). Négy gyermekük született: Ágnes (1977), Borbála (1979), Veronika (1980) és Ferenc István (1987).

## Írói munkássága
Folyóirat- és könyvszerkesztőként jelentős szerepe volt egy új író-, művész- és értelmiségi nemzedék szakmai és politikai egyenjogúsításában. Fő témái a reformkor (a romantika, Eötvös József, Kölcsey Ferenc, Petőfi Sándor), a magyar nemzettudat és az időszerű politológiai kérdések. Színművei, tévéjátékai azt vizsgálják, hogy politikai válsághelyzetekben a kiemelkedő egyéniségnek milyen erkölcsi ellentmondásokkal kell szembenéznie.

## Művei
- Aster (regény, Kulin Györggyel és Fábián Zoltánnal, 1971)
- Fiatal magyar prózaírók (szerkesztő, 1980)
- Hódíthatatlan szellem. Dózsa György és a parasztháború reformkori értékeléséről (tanulmány, 1982)
- Közelítések a reformkorhoz (tanulmány, 1986)
- A bukásunk lesz a vesztetek (történelmi játékok, 1987)
- Nemzet és sokaság. Kölcsey Ferenc válogatott tanulmányai (válogatta, szerkesztette, 1988)
- A tét. Interjúk, esszék a nemzetről és a rendszerváltozásról; Bagolyvár, Bp., 1994
- Középkezdés. Közéleti írások és interjúk, parlamenti felszólalások; Mundus, Bp., 1998
- Kölcsey Ferenc (vál., 2000)
- A XIX. század költői (2000)
- Készenlét (2008)
- „Zengett Szíonon a zsoltár”. A magyar kálvinizmus kulturális és civilizációs hatásai; szerk. Kulin Ferenc, Veliky János; Argumentum, Bp., 2010
- Küldetéstudat és szerepkeresés; Argumentum, Bp., 2012
- A géniusz kötelez. Tanulmányok Liszt Ferenc születésének 200. évfordulójára; szerk. Kulin Ferenc; Argumentum, Bp., 2012
- A paktum-fantom. Az MDF-SZDSZ pártközi megállapodás és világpolitikai háttere; Magyar Napló–Veritas Történetkutató Intézet, Bp., 2016 (Veritas füzetek)
- Forradalom helyett; Magyar Szemle Alapítvány, Bp., 2018 (Magyar szemle könyvek)
- A történetiség elve és a jelen horizontja; MMA, Bp., 2021
- Kurzusok és diskurzusok. Politikai, eszmetörténeti és publicisztikai írások; Nap, Bp., 2024

## Díjai
- Szocialista kultúráért (1980)
- József Attila-díj (2009)
- A Magyar Érdemrend középkeresztje (2013)
- Széchenyi-díj (2019)